# Rhegnidas
Rhegnidas (altgriechisch Ῥηγνίδας Rhēgnídas, deutsch ‚der die Stimme erhebt‘) war in der griechischen Mythologie der Sohn des Phalkes, des Königs von Sikyon. Nach dessen Tod bestieg er den Thron.
Rhegnidas führte einen Feldzug gegen Phlious. Die meisten Einwohner von Phlious waren bereit, sich zu ergeben und das Land mit den Dorern zu teilen. Hippasos und einige andere wollten das Land nicht kampflos hergeben. Da sie von der Mehrheit überstimmt wurden, verließ Hippasos das Land und ging nach Samos.
Rhegnidas ist der letzte König von Sikyon, der in der antiken Literatur erwähnt wird. Nach den Königen regierten die Karneenpriester über die Stadt.